# Supercopa de España femenina de baloncesto 2016
La Supercopa de España femenina de baloncesto 2016 o SuperCopa LF 2016 fue la 14ª edición desde su fundación. Se disputó en el Pabellón Municipal de Würzburg de Salamanca, Castilla y León, el día 22 de septiembre de 2016, donde el equipo local, el Perfumerías Avenida, conquistó el título por sexta vez en su historia, después de caer en la final el año anterior.

## Equipos participantes
Los equipos participantes de acuerdo a los criterios de participación establecidos por la FEB fueron: 
| Equipo              | Clasificación                    | Participación |
| ------------------- | -------------------------------- | ------------- |
| Perfumerías Avenida | Campeón de la Liga Femenina      | 11.ª          |
| IDK Gipuzkoa        | Finalista de la Copa de la Reina | 1.ª           |

## Árbitros
Los árbitros elegidos para arbitrar la Supercopa fueron:
- Javier Torres Sánchez
- Alberto Sánchez Sixto

## Final
| 22 de septiembre de 2016 | Perfumerías Avenida                                       | 93–80                                 | IDK Gipuzkoa                                  | Salamanca                                                                                                   |  |
| 20:30                    | Parciales: 29–21, 26–20, 19–15, 19–24                     | Parciales: 29–21, 26–20, 19–15, 19–24 | Parciales: 29–21, 26–20, 19–15, 19–24         | |  |
|                          | Estadísticas Milovanović 28 Elonu 11 Domínguez 6 Elonu 31 | Reporte Pts Reb Asts Val              | Estadísticas 18 Vega 8 Vega 8 Ferrari 20 Vega | Pabellón: Pabellón Municipal de Würzburg Árbitros: Javier Torres Sánchez, Alberto Sánchez Sixto Televisión: |  |

### Plantillas
| #                   | Jugadora           |
| ------------------- | ------------------ |
| 2                   | Adaora Elonu       |
| 6                   | Silvia Domínguez   |
| 9                   | Jelena Milovanović |
| 14                  | Kristīne Vītola    |
| 15                  | Laura Gil          |
| 18                  | Ángela Salvadores  |
| 19                  | Laura Quevedo      |
| 21                  | Tijana Krivačević  |
| 22                  | Krisi Givens       |
| 24                  | Gabriela Mărginean |
| Entrenador          |                    |
| Miguel Ángel Ortega |                    |

| Campeonas de la Supercopa de España femenina de baloncesto 2016 |
| --------------------------------------------------------------- |
| Perfumerías Avenida 6.º título                                  |

| MVP:         |
| ------------ |
| Adaora Elonu |

| #            | Jugadora              |
| ------------ | --------------------- |
| 4            | Sara Iparraguirre     |
| 5            | María Eraunzetamurgil |
| 7            | Paola Ferrari         |
| 8            | Lara González Duarte  |
| 9            | Ieva Prėskienytė      |
| 10           | Iulene Olabarria      |
| 11           | Onintza Aduriz        |
| 17           | Gisela Vega           |
| 32           | Gaby Ocete            |
| Entrenador   |                       |
| Azu Muguruza |                       |